# Голова

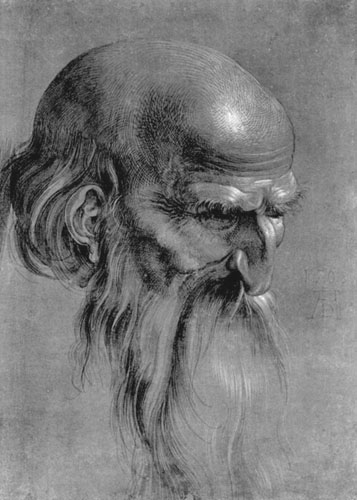
Альбрехт Дюрер. Голова апостола

Голова́ — частина тіла тварини чи людини, в якій містяться мозок, органи зору, смаку, нюху та слуху, а також рот.
Окрема голова є у хребетних і у комах.
Передня частина голови тварини називається морда, людини — обличчя. Зазвичай голова з'єднана з тулубом шиєю. Шия дозволяє голові повертатися.
Частини голови людини:
- волосся, чоло, шкіра, вуха
- обличчя: очі, ніс, щоки, рот
- підборіддя, шия

## Обличчя
Обличчя активно бере участь в невербальному спілкуванні, особливо добре це помітно у мавп.
Приклади виразу обличчя і гримас:
- очі — широко відкриті, прищурені, нахмурені брови, погляд
- ніс — напружені ніздрі
  - щоки — надуті щоки
  - рот, губи — широко відкритий, губи сжаті чи витягнуті
  - підборіддя — дотикання до підборіддя і рота рукою